# Улица Свободы (Великий Новгород)
Улица Свобо́ды — одна из улиц Великого Новгорода. Находится в западной части города.
Проходит с востока на запад от улицы Ломоносова до улицы Кочетова. В середине под прямым углом пересекается с проспектом Мира. Протяжённость — 1050 м.
Образована 24 мая 1966 года решением Новгорисполкома. Застроена многоквартирными высотными жилыми домами. На улице расположены: Гимназия № 4, торговый центр «Барк», Торговый дом «Витязь»,Школа № 9, Женская консультация,Бар «Павлин», Двухэтажный торговый дом «Свобода».
До июня 1991 года в доме 2/6 располагалась Детская поликлиника №2.
Среди новгородцев бытует миф, якобы улицу строили заключённые, из-за чего она и получила своё название.